# Xenia Tchoumitcheva
Pour les articles homonymes, voir Xenia.
Xenia Tchoumitcheva (russe : Ксения Чумичева), née le 5 août 1987 à Magnitogorsk (URSS) est un mannequin et une présentatrice de télévision suisse d'origine russe.

## Biographie
Elle est mannequin depuis ses 12 ans. Elle a étudié l'économie et le marketing à l'université de Lugano, effectuant plusieurs stages dans des grandes banques, comme Merrill Lynch à Zurich ou JPMorgan à Londres. Elle parle couramment 5 langues (russe, français, anglais, allemand et italien).
Son statut de finaliste de Miss Suisse où elle s'est placée 2e en 2006 (doublé du prix de Miss Photogénique) lui valut d'être remarquée et lui ouvrit une carrière de mannequin et d'icône publicitaire.
Elle a ensuite été élue en avril 2009 femme la plus sensuelle de Suisse. 
Au début de l'année 2012, le site internet Pure People lui prête une relation avec le pilote de formule 1 Fernando Alonso.
Elle présente une émission de télévision ludique sur l'économie en Italie, L'Italia che funziona.
Au printemps 2011, des rumeurs la présentent comme participante à l'émission de télé-réalité Carré ViiiP sur TF1, ce qui se révèle faux, la candidate en question ayant repris plusieurs éléments de la biographie de Xenia à son propre compte. Xenia publie un démenti sur son blog et se dit agacée de la confusion, allant jusqu'à dire qu'« elle n’utilise pas seulement mon nom, mais elle copie aussi ce que je dis. Et de manière très cheap. ».
Elle est l'une des présentatrices de l'élection de Miss Suisse 2011, organisée le 24 septembre 2011 à Lugano, lors de laquelle elle se fait remarquer pour avoir porté une perruque brune lors de sa première apparition, et pour avoir involontairement dévoilé sa culotte quand elle entama quelques pas de danse qui firent remonter sa robe fendue.
En 2012, le magazine Maxim la désigne comme la plus belle femme de l'année 2012.
En 2012, elle apparaît dans le film Bob et les Sex Pistaches d'Yves Matthey.
Au début de 2013, elle lance son blogue, « chicoverdose.com », consacré au luxe, à la mode et aux business à succès. Le site connu une pointe d'audience très relative en 2013 avec seulement 770 visiteurs par jour (2,6 pages consultées/visite). Sa valeur estimée était de l'ordre de 1500 à 1800$. L'audience commerciale est en 2018 très marginale avec 60 visiteurs par jour et une valeur commerciale désormais inexistante.
En octobre 2013, elle lance « Billionaire Bay », un site de vente en ligne se présentant comme l'e-Bay des millionnaires, et permettant à des personnes fortunées de mettre en vente des biens précieux (yachts, voitures de luxes, vins millésimés, etc.). Le site ne connaîtra jamais le succès. L'entreprise est radiée le 27 décembre 2016,.
Sa présence lors de l'avant-première du film Suicide Squad à Londres le 3 août 2016 suscite des articles de plusieurs journaux dû au fait qu'une rafale de vent souleva sa robe alors qu'elle marchait sur le tapis rouge, dévoilant aux photographes le fait qu'elle ne portait pas de culotte,.